# 마리어
마리어는 볼가강, 카마강, 뱟카강 유역의 일부 지역에 거주하는 마리인들이 사용하는 핀-우고르계 언어로, 러시아의 마리옐 공화국에서 러시아어와 함께 공용어로 지정되어 있다. 마리어 사용자는 타타르 공화국, 바슈코르토스탄 공화국, 우드무르트 공화국, 페름 지방에서도 찾아볼 수 있다.
크게 산지 마리어와 초원 마리어로 나눌 수 있다. 그 중 마리엘 공화국 동부에서 사용되는 초원 마리어의 사용자가 지배적으로 많은데, 우랄 산맥까지 걸쳐 산발적으로 분포하는 동부 마리어와 방언 연속체를 구성한다. 산지 마리어는 북서부 마리어와 가까운 관계이며 마리엘 공화국 서부에서 사용된다. 이들을 각각 별개의 언어로 보아야 할지 방언으로 보아야 할지는 명확하지 않다.
표기에는 키릴 문자의 변형 체계가 사용된다. 추가적으로 쓰이는 문자는 총 5개로, 양 방언에서 ӱ와 ӧ가 공통되고 산지 마리어에서는 ӓ와 ӹ, 초원 마리어에서는 ҥ가 특징적으로 쓰인다.